# Kim Justin
Kim 'Zeke' Justin, mera känd som bara Zeke, född 16 oktober 1973 i Norge, död 29 juni 2002 utanför Brottby (bilolycka), var en svensk TV-personlighet mest känd som gladiatorn Zeke i TV4:s underhållningsprogram Gladiatorerna.

## Gladiatorerna
Kim Justin blev en Gladiator för sin entusiasm för fitness. Hans vän kände en person som jobbade på TV4, och som då tipsade om Justin. Han sade sig vara ganska lättretlig, och detta byggdes på i hans karaktär, Zeke. Han deltog i tre säsonger i programmet. Zeke var flera gånger inblandad i incidenter som fick medial uppmärksamhet under programmets gång. Under den första säsongen kastade han sin hjälm i huvudet på utmanaren under dennes intervju med programledaren Gunde Svan. En annan gång drog han av byxorna på utmanaren Christian Sandström så att cirka 1 000 000 tittare fick se hans bakdel.

## Förlovning med Linda
I början av andra säsongen av Gladiatorerna tillkom Linda Ekwall ("Indra") som gladiator. Det uppstod ett intresse mellan de båda, och 1,5 år senare precis efter ett fallskärmshopp friade Kim till Linda.

## Dödsolycka
Dagen efter förlovningen skulle paret åka tillbaka till Stockholm och förbereda sig inför den fjärde säsongen av Gladiatorerna. Klockan 16.30 åkte de hem mot Stockholm, men det var dåligt väder och svårt att se vägbanan. Troligen fick de vattenplaning och förlorade kontrollen över bilen som hamnade i fel körfält och krockade med en långtradare. Kim omkom omedelbart medan Linda fördes till Karolinska Sjukhuset i Solna kommun, hennes liv gick dock inte att rädda. Den efterföljande obduktionen visade att Justin, som var förare av bilen, var påverkad av den anabola steroiden norandosteron. Paret ligger idag begravda på Gudhems kyrkogård utanför Falköping (Lindas hemstad).